# Алвайазере
Алвайа́зере (порт. Alvaiázere; МФА: [aɫ.vaj.ˈa.zɨ.ɾɨ], Алвайа́зири) — муніципалітет і містечко в Португалії, в окрузі Лейрія. Розташований у центральній частині країни, на теренах історичної португальської провінції Ештремадура. Належить до Лейрійсько-Фатімської діоцезії Католицької церкви в Португалії. Права міського самоврядування має з 1200 року. Поділяється на 5 парафій. За адміністративним поділом, чинним до 1976 року, був складовою провінції Берегова Бейра. Площа муніципалітету — 160,48 км², населення муніципалітету — 7287 ос. (2011); густота населення — 45,41 осіб/км²
. Патрон — Спаситель. Святковий день муніципалітету — 13 червня. Поштовий індекс — 3250.  Код місцевої адміністративної одиниці — 1002. Складова статистичного регіону Центр.

## Географія
Алвайазере розташоване в центрі Португалії, на північному сході округу Лейрія.
Алвайазере межує на півночі з муніципалітетом Ансіан, на північному сході — з муніципалітетом Фігейро-душ-Вінюш, на південному сході — з муніципалітетом Феррейра-ду-Зезере, на південному заході — з муніципалітетом Орен, на заході — з муніципалітетом Помбал.

## Історія
1200 року португальський король Саншу I надав Алвайазере форал, яким визнав за поселенням статус містечка та муніципальні самоврядні права.

## Населення
| Кількість мешканців | Кількість мешканців | Кількість мешканців | Кількість мешканців | Кількість мешканців | Кількість мешканців | Кількість мешканців | Кількість мешканців | Кількість мешканців | Кількість мешканців | Кількість мешканців | Кількість мешканців | Кількість мешканців | Кількість мешканців | Кількість мешканців | Кількість мешканців |
| ------------------- | ------------------- | ------------------- | ------------------- | ------------------- | ------------------- | ------------------- | ------------------- | ------------------- | ------------------- | ------------------- | ------------------- | ------------------- | ------------------- | ------------------- | ------------------- |
| 1864                | 1878                | 1890                | 1900                | 1911                | 1920                | 1930                | 1940                | 1950                | 1960                | 1970                | 1981                | 1991                | 2001                | 2011                |                     |
| 9802                | 10477               | 10675               | 11936               | 12870               | 13098               | 13290               | 15047               | 14950               | 13583               | 11299               | 10510               | 9306                | 8438                | 7287                |                     |